# Bruno Jaschke

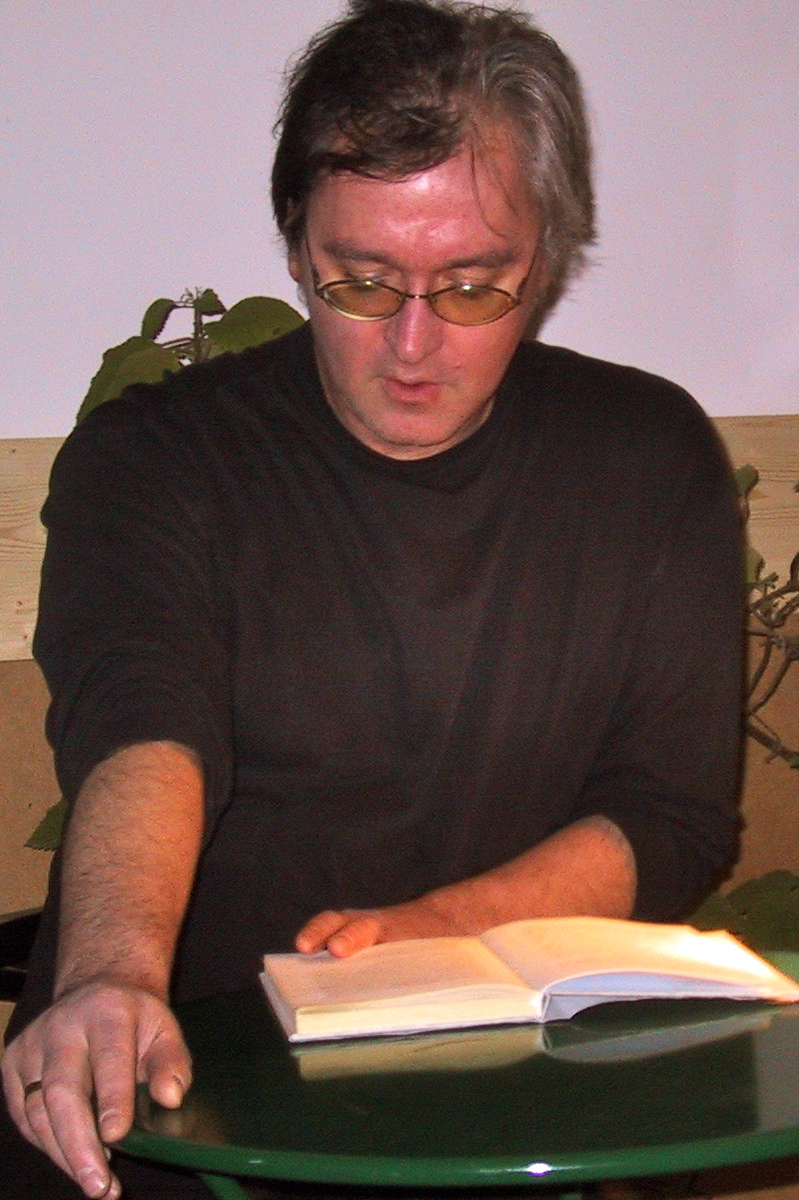
Bruno Jaschke liest im Literarischen Salon in Wien (2003)

Bruno Jaschke (* 19. Oktober 1958 in Irdning, Steiermark) ist ein österreichischer Schriftsteller und Journalist.

## Leben
Bruno Jaschke war langjähriger Mitarbeiter der Kulturmagazine skug und The Gap, der Wirtschaftswoche/Wochenpresse, der Arbeiter-Zeitung sowie der Ö3-Büchersendung Seitenweise, Redakteur im Gangan Verlag und zwischenzeitlich Mitarbeiter des Standard. Jaschke veröffentlichte außerdem Beiträge unter anderem in profil, Falter und der Süddeutschen Zeitung. Er war auch Mitarbeiter der Wiener Zeitung und des Medienmagazins Extradienst. Neben seiner journalistischen Tätigkeit betreibt er gemeinsam mit dem Pianisten, Autor und Entertainer Béla Koreny sowie Johannes Knöbl das Literaturprojekt Die Drei, in dem die drei Autoren ein bestimmtes Thema aus unterschiedlichen Blickwinkeln betrachten und beschreiben.
Jaschke ist mit der Kunstmalerin Tamara Starl-Latour verheiratet und lebt in Wien. Zu seinen literarischen Favoriten gehören unter anderem Robert Walser, Daniil Charms, Vladimir Nabokov und David Foster Wallace.

## Literarisches Schaffen
Jaschkes bevorzugtes Genre ist die Satire. Die meisten seiner Texte sind von Sarkasmus getragen, der, zunächst boshaft anmutend, dem Betrachter eine differenzierte Sichtweise auf verschiedenste Themen ermöglichen soll. In Jaschkes Schreiben wird zudem immer sein Hang zur Selbstironie sichtbar.
Sein 2003 erschienenes Romandebüt In Wahrheit ist es würdig und recht (Edition Innsalz) ist eine Persiflage auf die österreichische Medienwelt, nimmt aber auch den Österreicher an sich aufs Korn. In einer bissigen, oftmals saloppen Sprache, beschreibt Jaschke die Beziehung eines schier allmächtigen Medienzaren (im Buch mit „der Herausgeber“ bezeichnet) zu seinem über alles geliebten Hund. Der „Herausgeber“ kann implizit seine Realentsprechung in Hans Dichand finden, dem Herausgeber der Kronen Zeitung, einem der auflagenstärksten Zeitungen der österreichischen Medienlandschaft. 2004 veröffentlichte Jaschke Fürchtet Euch nicht (Edition Innsalz), eine Sammlung weihnachtlicher Kurzgeschichten. Dieses als literarischer Adventskalender angelegte Buch enthält 24 Geschichten zu Weihnachten. Das Werk versteht sich nicht als platte Kritik an vorweihnachtlichem Konsum und erzwungener Besinnung, sondern schildert in Jaschkes ironisch-boshaften Stil skurrile Begebenheiten vor weihnachtlichem Hintergrund. Im Herbst 2007 folgte mit Adventträume (Edition Garamond) eine Fortsetzung mit neuen Geschichten zu dieser Thematik. Beide Bücher wurden von seiner Ehefrau, der Wiener Künstlerin Tamara Starl-Latour, illustriert.
2010 veröffentlichte Jaschke die Kurzgeschichten-Sammlung Katastrophen (Arovell Verlag), 2014 den Prosa-Band Im Arsch daheim (Arovell Verlag).

## Werke
- In Wahrheit ist es würdig und recht. Roman. Edition Innsalz, 2003, ISBN 3-901535-75-6.
- Fürchtet Euch nicht. 24 Geschichten zu Weihnachten. Edition Innsalz, 2004. (mit Illustrationen von Tamara Starl-Latour), ISBN 3-900050-22-8.
- Adventträume. Etwas andere Weihnachtsgeschichten. Edition Garamond, 2007, ISBN 978-3-85306-036-0.
- Katastrophen. Erzählungen. Arovell Verlag, 2010, ISBN 978-3-902547-06-4.
- Im Arsch daheim. Prosa. Arovell Verlag, 2014, ISBN 978-3-902808-59-2.